# Michail Wassiljewitsch Anzew
Michail Wassiljewitsch Anzew (russisch Михаил Васильевич Анцев, wiss. Transliteration Michail Vasil'evič Ancev, auch Mikhail Vasilievich Antsev; geboren 12. Oktober 1865 in Smolensk; gestorben 21. Juli 1945 in Moskau) war ein russisch-sowjetischer belarussischer Komponist, Chorleiter und Lehrer.

## Biografie
Michail Wassiljewitsch Anzew wurde am 12. Oktober 1865 in Smolensk geboren.
Ab 1886 studierte er am Warschauer Musikinstitut in der Klasse von G. Friman und Stanisław Barcewicz (Violine) und Zygmunt Noskowski (Komposition).
Er schloss 1894 sein Studium am Sankt Petersburger Konservatorium „N. A. Rimski-Korsakow“ mit einem Diplom in Komposition ab. Er hatte bei Julius Johannsen (Harmonie, Kontrapunkt und Fuge) und N. A. Rimsky-Korssakow (praktische Komposition) studiert. In den Jahren 1894–1896 war er Lehrer für Gesang in St. Petersburg.
Er unterrichtete dann Chorgesang an den Bildungseinrichtungen von Witebsk. Er war einer der Organisatoren des Witebsker Volkskonservatoriums und nach der Oktoberrevolution einer der ersten Komponisten, der revolutionäre Themen aufgriff. Er war der Autor von Refrains und Liedern zu den Versen belarussischer Dichter wie „Auf dem Feld“ (На ниве) von Jakub Kolas, „Erster Mai“ (Первое мая) von Michas Tscharot oder „Sichel und Hammer“ (Серп и молот) von Janka Kupala und anderen.
Er veröffentlichte Chorwerke, Romanzen, Stücke für Violine, Liturgie für gemischten Chor (op. 15) usw.
In seinen weltlichen Chorwerken vertonte er Texte von A. Puschkin, H. Heine (übersetzt von M. Michailow), P. Wjasemski, F. Miller (von Goethe), F. Tjuttschew, S. Nadson, L. Palmin, M. Anzew, N. Agniwzew, N. Nekrassow, N. Preobrazhenskaya, G. Galina, M. Lermontow, A. Pleschtschejew (von Heine), Ja. Polonski, P. Wjasemski, P. Gneditsch, A. K. Tolstoi, I. Nikitin, A. Fet, L. Modsalewski, B. Fjodorow, N. Grekow, W. Ladyschenski, A. Pleschtschejew, B. Nikonow, W. Schukowski, W. Schukowski (von F. G. Wetzel), I. Koslow (von Mickiewicz), L. Afanassjew, N. Bojanow, L. Kologriwowa, Y. Seversky, Je. Krasnowa, B. Modsalewski, N. Grekow und unbekannten Autoren.
Sie fanden jüngst Aufnahme in der Anthologie der russischen weltlichen A-cappella-Chormusik des 19. bis frühen 20. Jahrhunderts (Band 13 und 13а).
Er starb am 21. Juli 1945 in Moskau und wurde auf dem Nowodewitschi-Friedhof beigesetzt.

## Werke (Auswahl)
Kompositionen
Zu den weltlichen Chorwerke siehe die Anthologie (Band 13 und 13а).
Liturgie für gemischten Chor (op. 15)
Compositions pour violon avec accompagnement de piano par M. Antzeff. - Souvenir de tristesse, op. 9, no. 6 [189-] Table of Contents: 1. Berceuse. - 2. Mazurka no. 1. - 3. Arietta. - 4. Mazurka no. 2. - 5. Romance. - 6. Gavotte. - 7. Gondoliera. - 8. Mazurka no. 3. - 9. Barcarolle.
Schriften
- Краткие сведения для певцов-хористов (Kurze Informationen für Chorsänger)
- Методич. хрестоматию (Methodische Chrestomathie)